# Amata bimaculata
Amata bimaculata là một loài bướm đêm thuộc phân họ Arctiinae, họ Erebidae.